# Vederslövs kyrka
Vederslövs kyrka är en kyrkobyggnad i Vederslöv i Växjö stift. Den är församlingskyrka i Tävelsås, Vederslöv och Kalvsviks församling och ligger strax norr om den medeltida kyrkan.

## Kyrkobyggnaden
Redan 1851 beslutades att en ny kyrka skulle uppföras och sammanbyggas med Dänningelanda församling. Men Dänningelanda församling som 1750 uppfört en ny träkyrka efter en brand var inte intresserade att delta i kyrkbygget. 1872 fastställdes till sist genom en Kunglig resolution beslut om gemensam kyrka för de båda församlingarna och platsen för den nya kyrkan bestämdes till Vederslöv strax norr om den gamla kyrkan. 
Den nya kyrkan som är uppförd 1878-79 präglas av den nyklassicistiska stilen men med tydliga historicerande stildrag av nygotik och nyromantik ritades av Edvard von Rothstein. Detta tar sig i uttryck i form av ett spetsigt torn, höga fönster, altarskrank och en öppen bänkinredning. Kyrkan invigdes den 10 oktober 1879 av biskop Johan Andersson.  När den nya kyrkan togs i bruk såldes Dänningelanda kyrka på auktion och revs. Kyrkogården behölls och används fortfarande.
Vederslövs kyrka är byggd i sten och består av ett stort rektangulärt långhus och en mindre halvrund sakristia orienterad mot väster.. Det höga tornet i öster är försett med halvrunda trapptorn på vardera sida mot tornbyggnaden och långhuset. Tornet avslutas med en åttakantig huv som kröns av en lanternin med en smal spira och ett kors. I tornet hänger tre kyrkklockor . Storklockan gjuten 1521. Mellanklockan 1855. Lillklockan 1752.
Kyrkorummet indelas genom smala träpelare i tre skepp. Orgelläktaren i öster förenas med läktarna i de båda sidoskeppen. Korpartiet avgränsas mot sakristian av en skärmvägg. Mittskeppets tak består av ett trätunnvalv medan sidoskeppen är försedda med platta trätak.

## Inventarier
- Dopfunt av sandsten från 1200-talet .Rik på utsmyckning. Tillhör den s.k. fabeldjursgruppen.

- Altartavla med motiv: Kristus välsignar barnen. Utförd 1905 av A Jungstedt, skänkt av operasångerskan Kristina Nilsson. Tavlan ingår i en altaruppställning med förgyllt trekantigt gavelstycke krönt av ett kors. Den prydnad som före altartavlans tillkomst ingick i uppställningen utgjordes av ett kors. [1]

- Altarringen med balusterdockor, halvcirkelformad.

- Krucifix utfört 1996 av konstnären Eva Spångberg.

- Predikstol med ljudtak. Samtida med kyrkan. Korgens fem fält är prydda med snidande emblem i form av korsade nycklar, palmkvistar, lagens tavlor och nattvardskalk.

- Öppen bänkinredning.

- Orgelläktaren med utsvängt mittstycke prydd med lyra och palmkvistar ingår i kyrkorummets sidoläktare.

## Bildgalleri

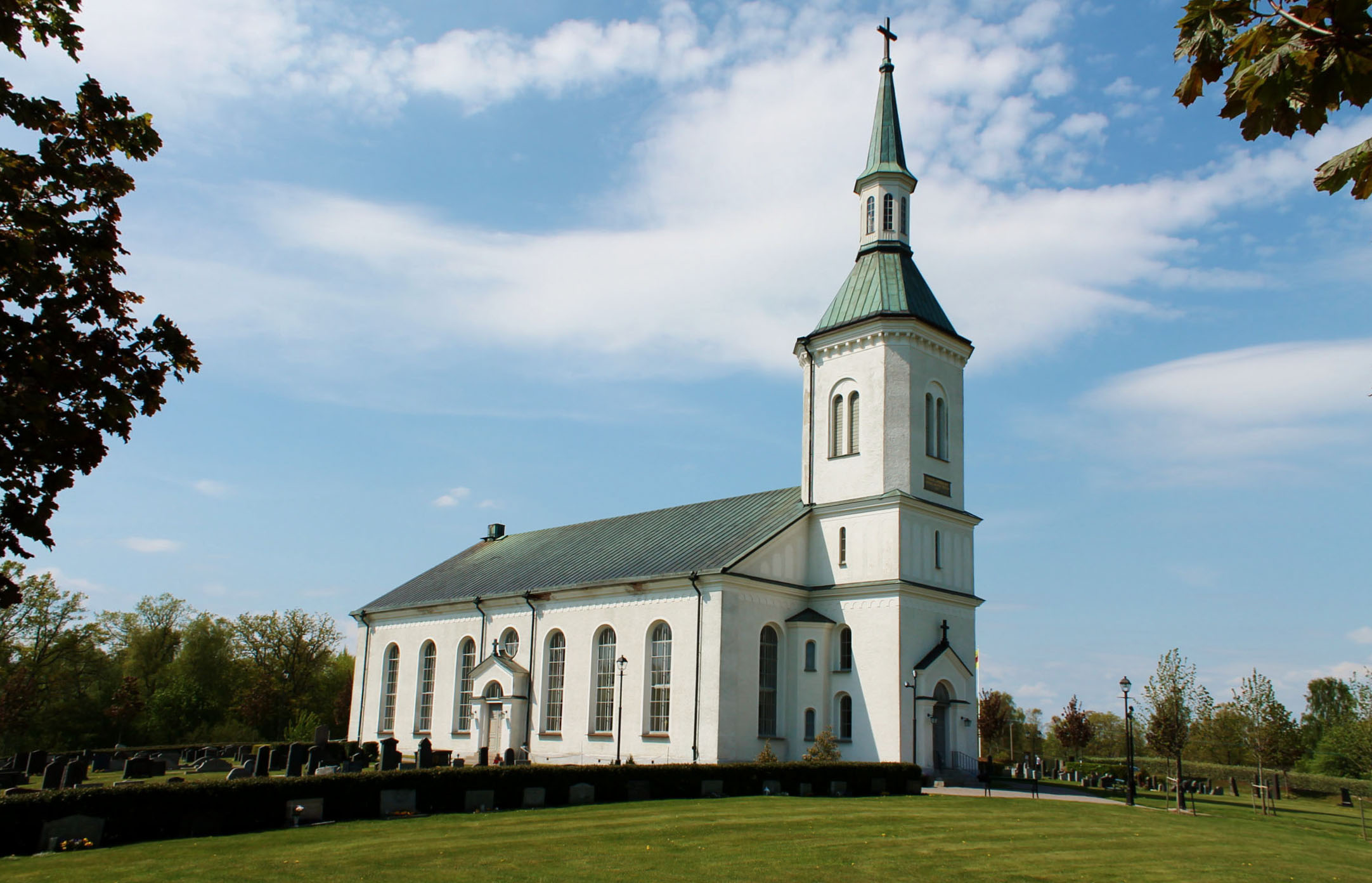
Kyrkan från sydöst.
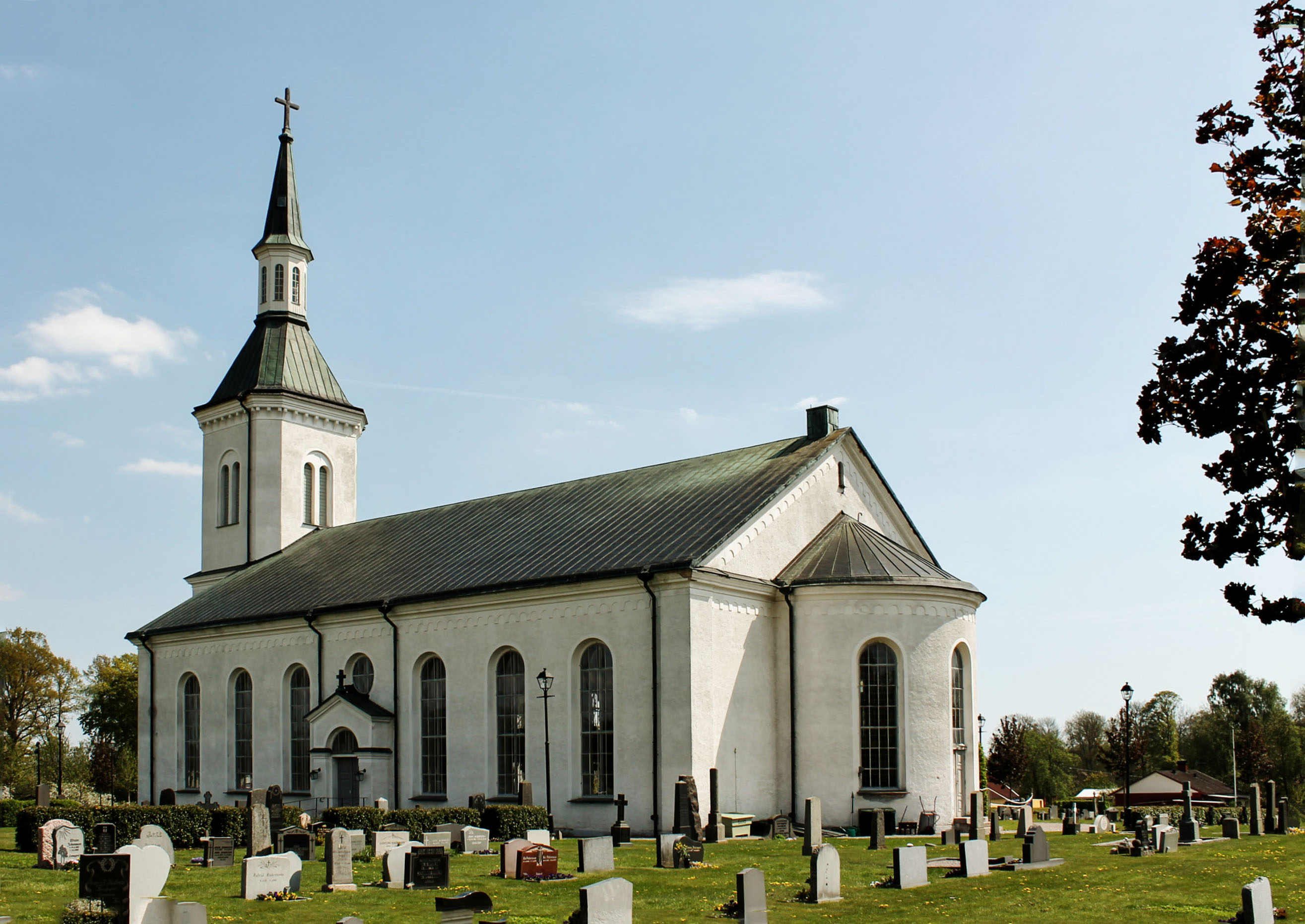
Exteriör från nordväst.
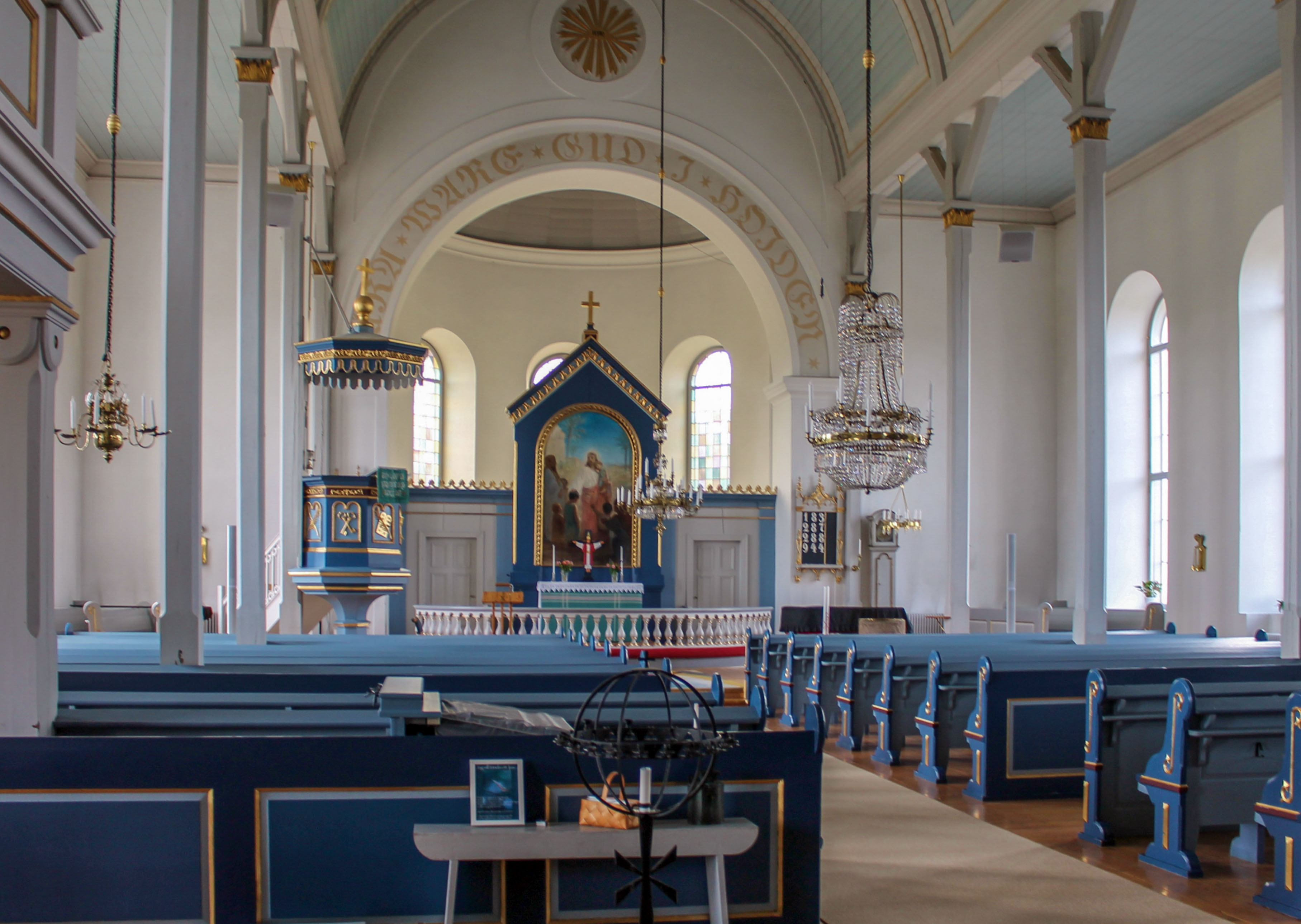
Interiör mot väster.
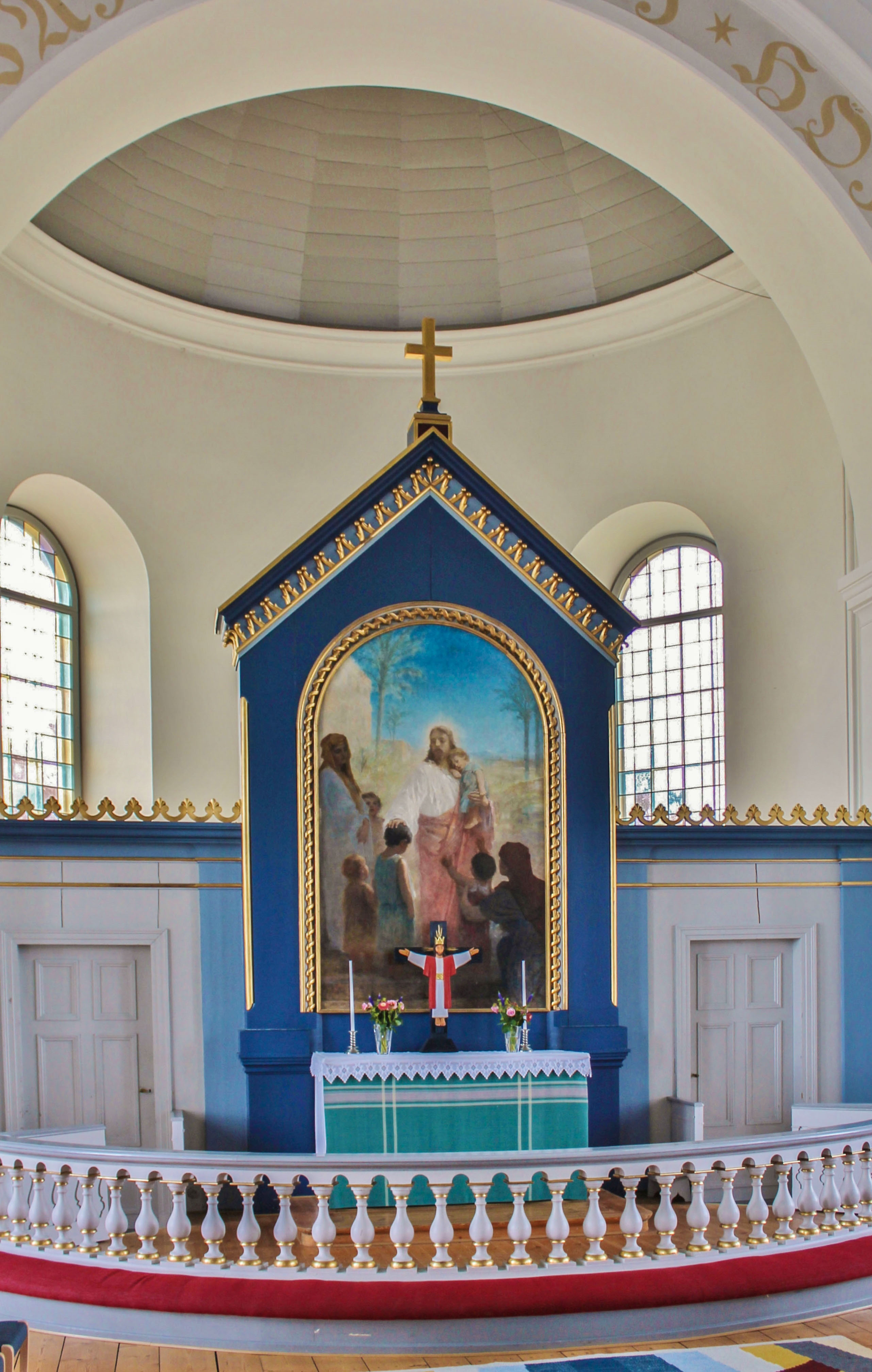
Koret med skärmvägg mot sakristian.
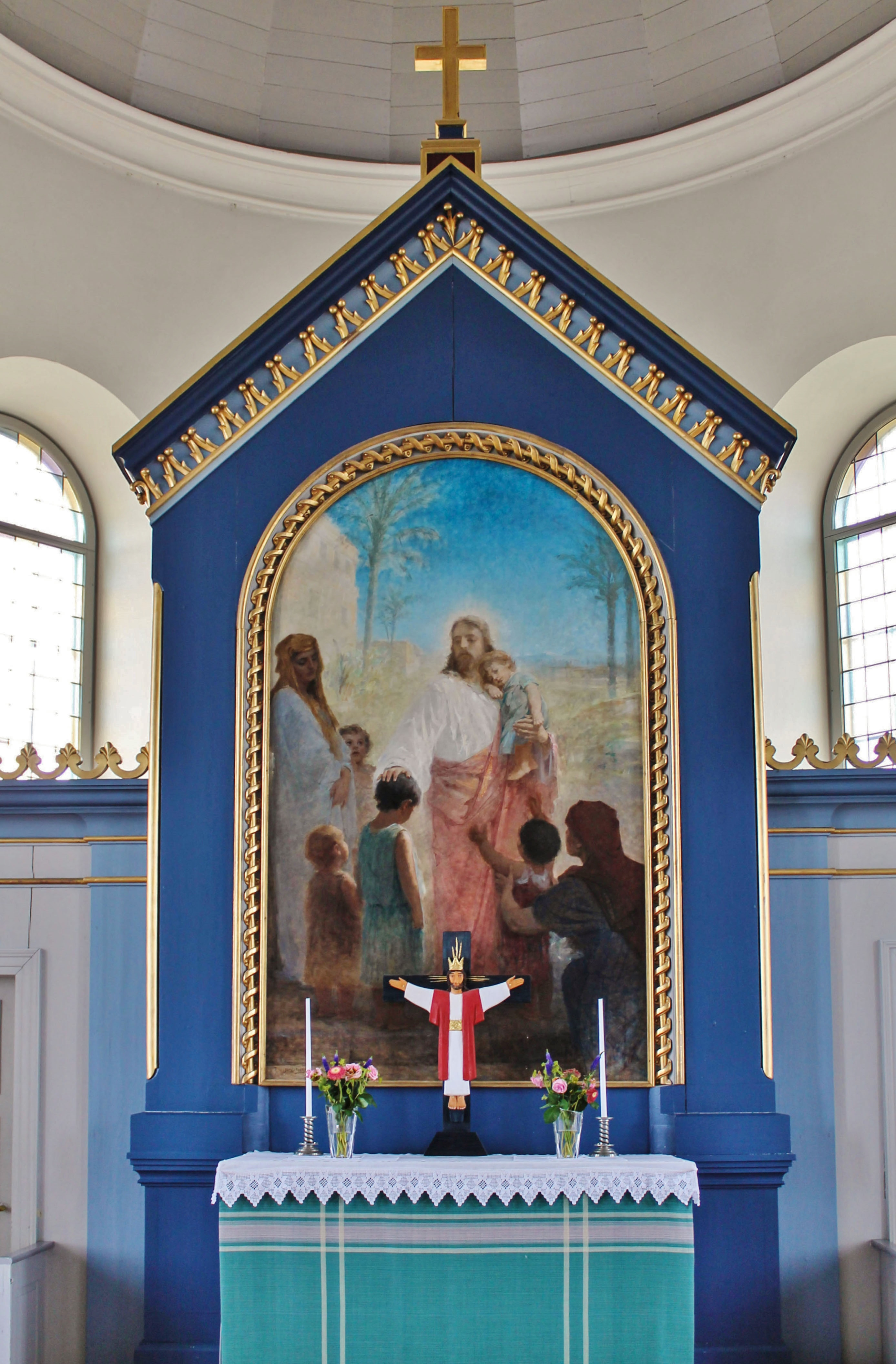
Altartavla:"Jesus välsignar barnen".
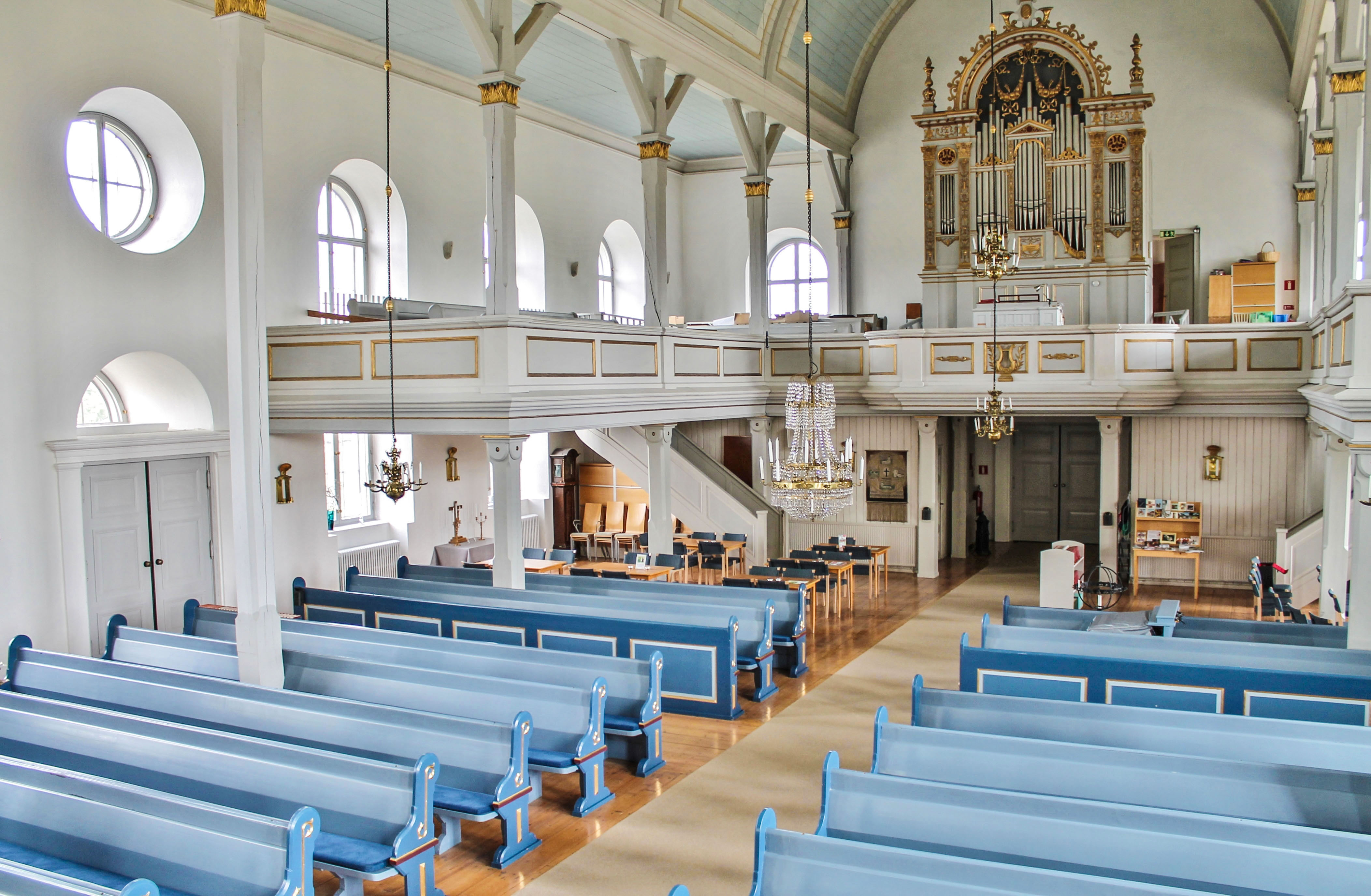
Interiör med orgelläktaren.
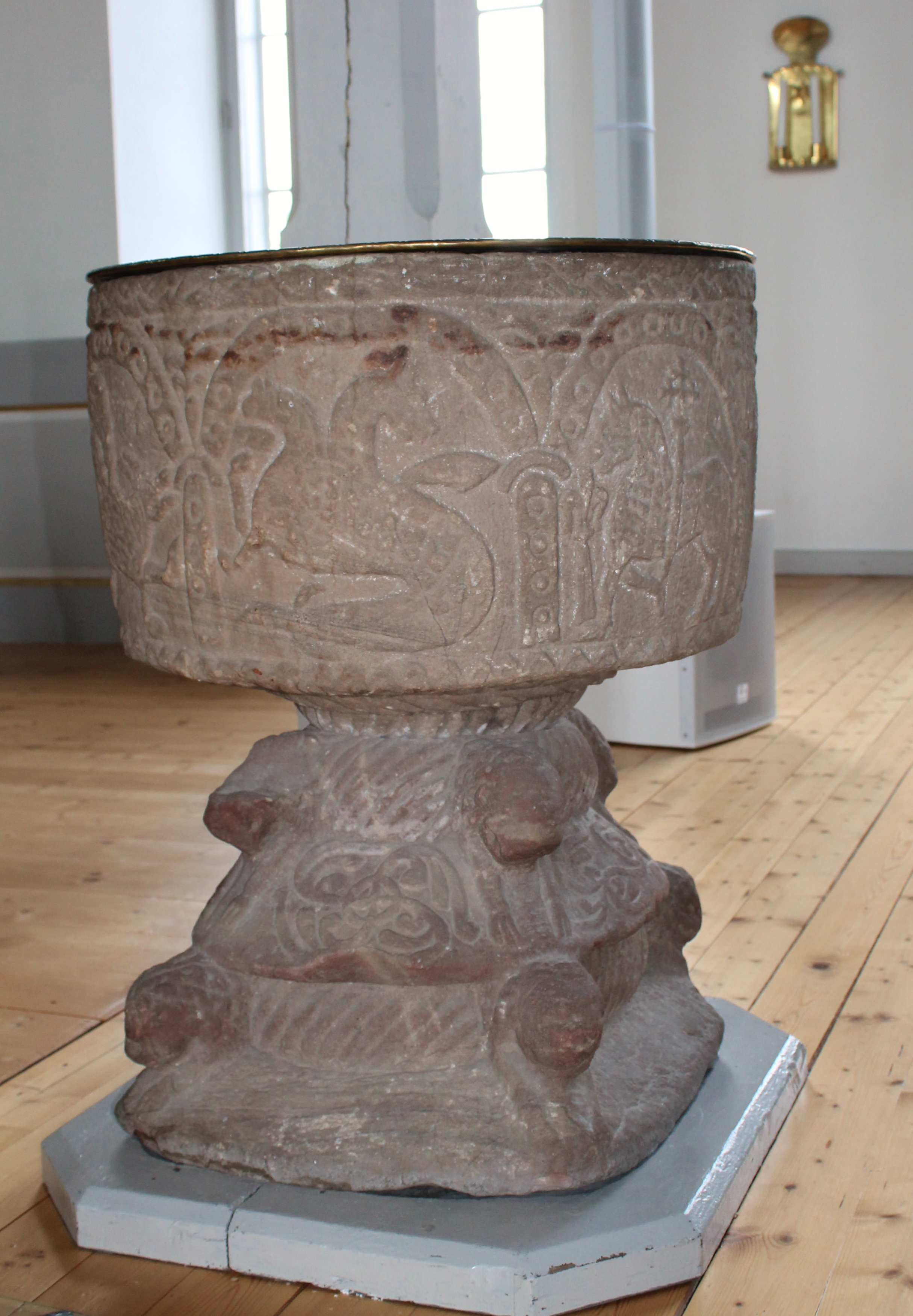
Dopfunten anses tillhöra fabeldjursgruppen, 1200-talet.
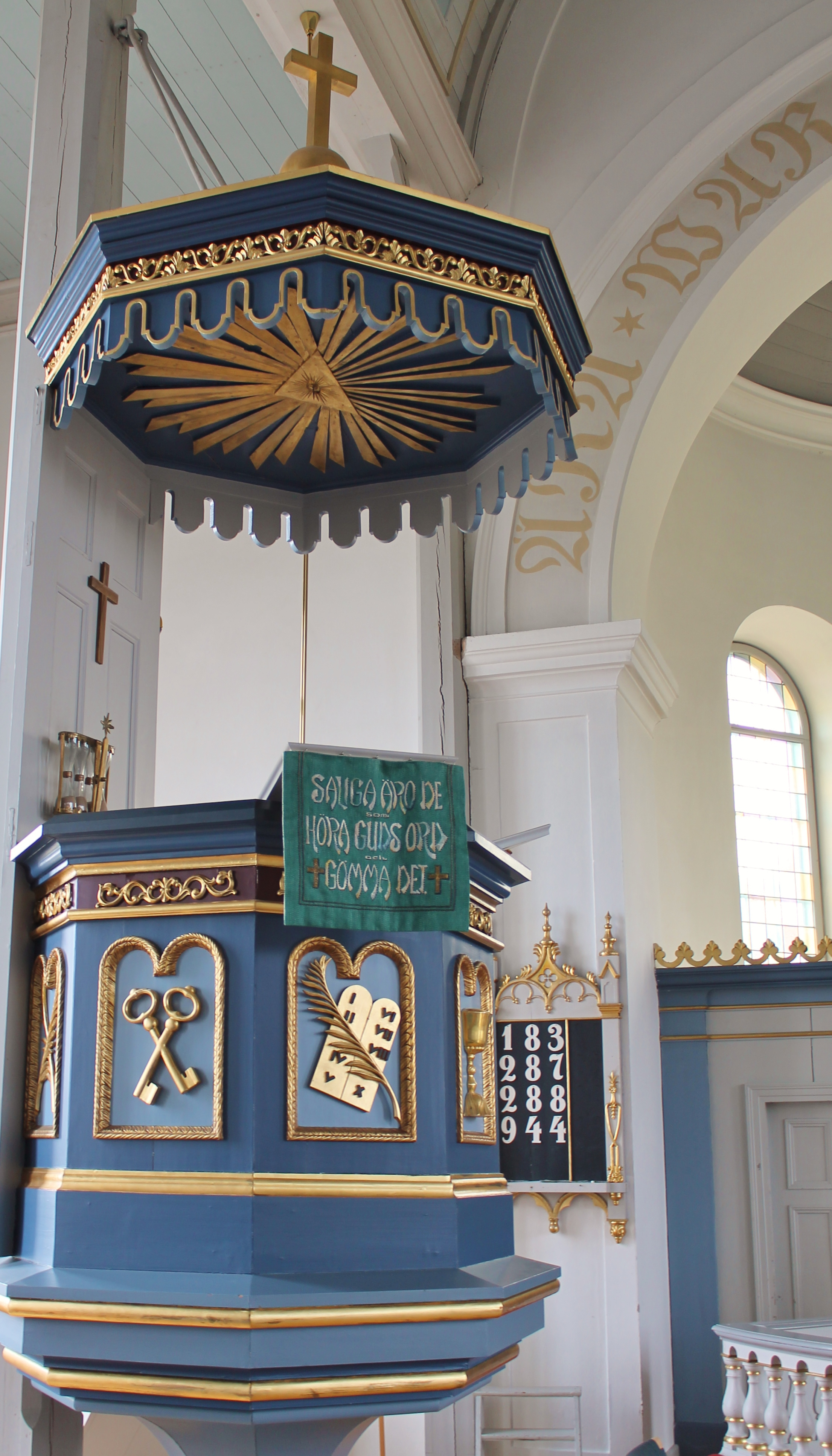
Predikstol, 1880.
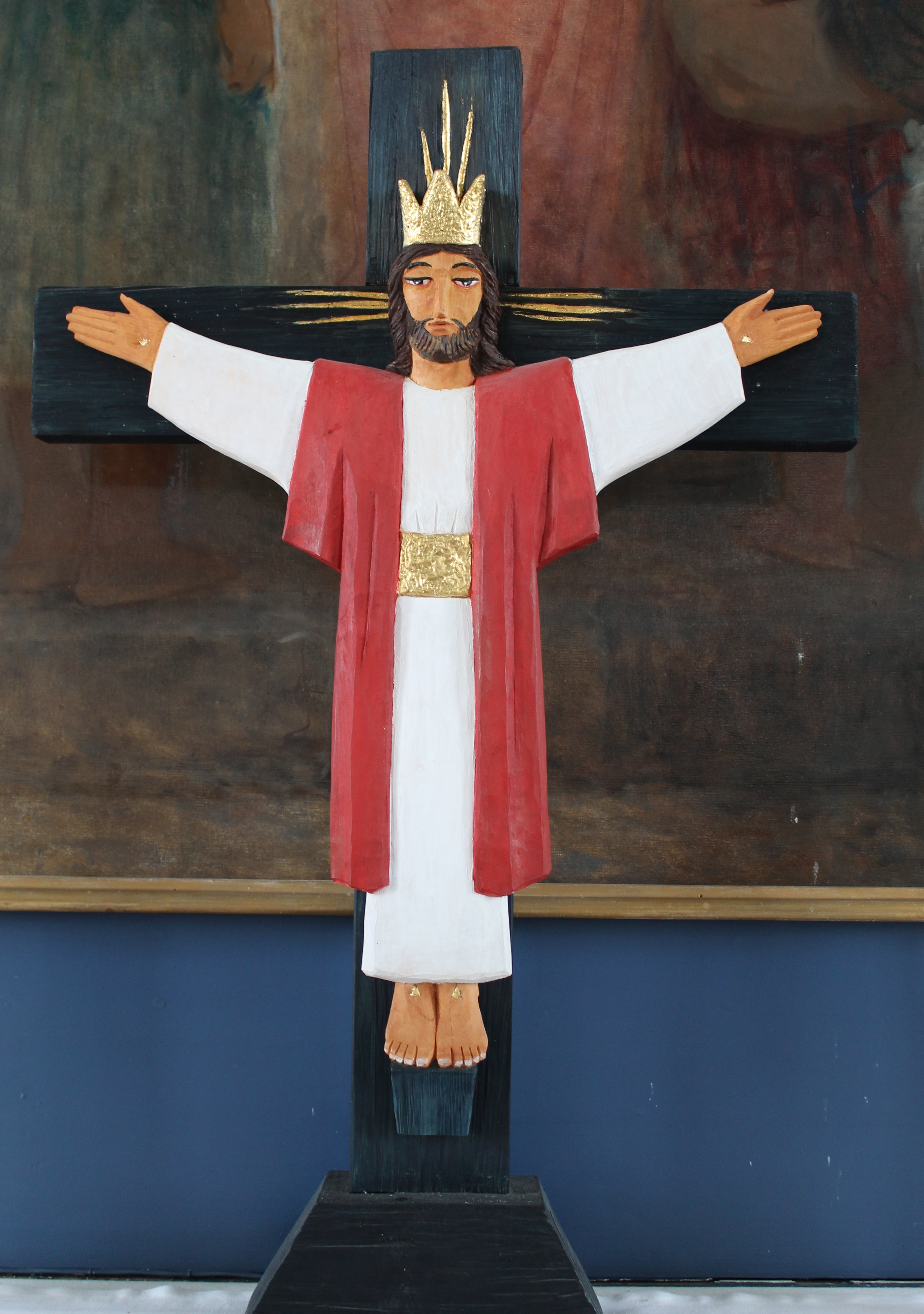
Krucifix utfört av Eva Spångberg 1996.

## Orgeln

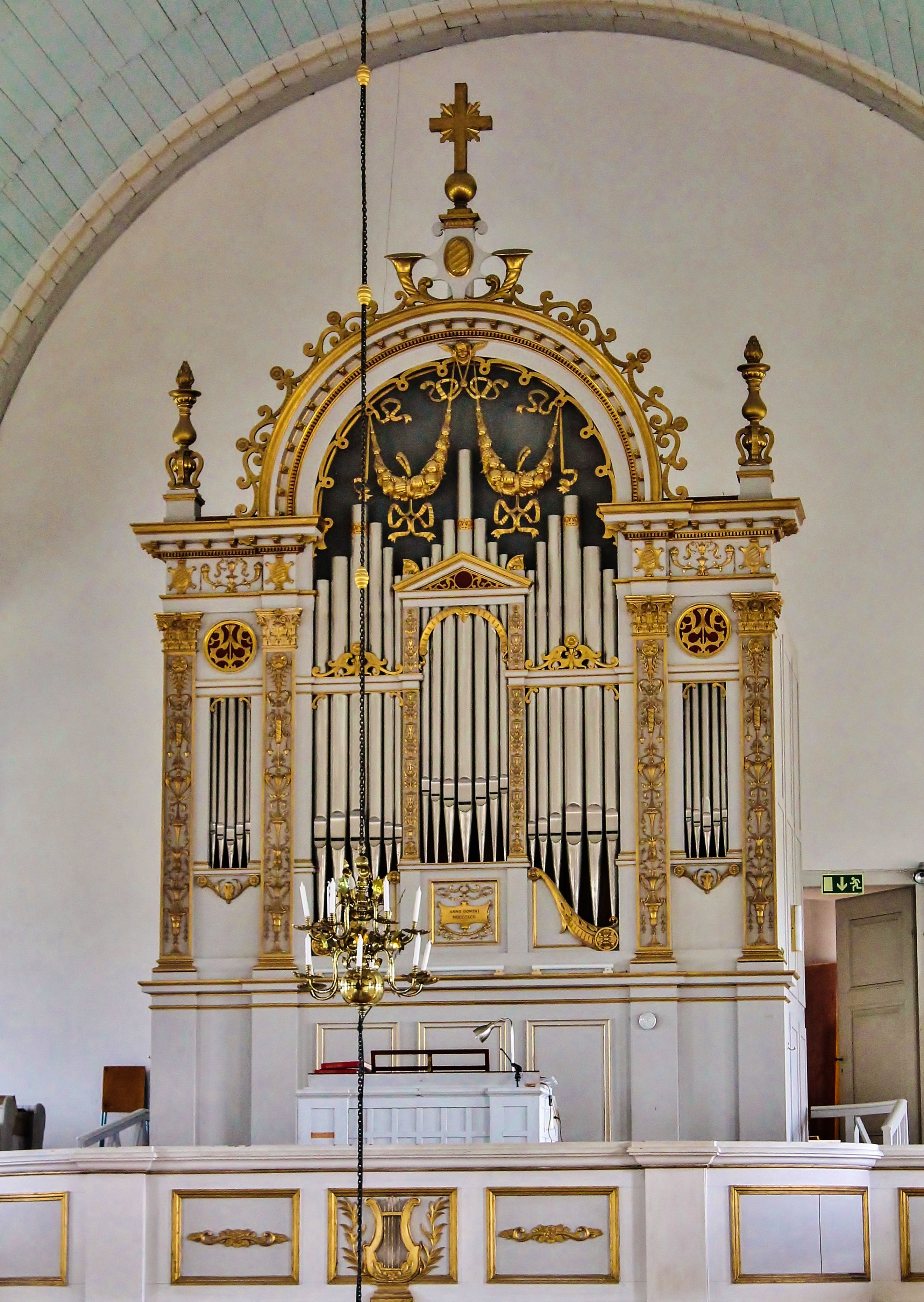
Orgeln med italiensk renässansfasad

- Kyrkans mekaniska orgel är byggd 1892 av Setterquist & Son, Örebro.[2] Den har 14 stämmor och en transmission, fördelad på två manualer och pedal. Invigdes söndagen 2 oktober 1892. Blev avsynad av musikdirektör och domkyrkoorganist i Växjö, Albert Otto Wideman. Fasad ritad av arkitekt A. G. Johansson, Växjö.[3] Orgelfasaden är utförd som en italiensk renässansorgel och har formen av ett praktfullt rikt ornamenterat skåp med ett korskrönt överstycket som flankeras av två förgyllda spiror.[källa behövs] 1977 renoverades och omdisponerades orgel av J. Künkels Orgelverkstad AB, Lund.[2]

| Huvudverk I         | Svällverk II        | Pedal       | Koppel    |
| Borduna 16´         | Rörflöjt 8´         | Subbas 16´  | I/P       |
| Principal 8´        | Principal 4´        | Gedackt 8´  | II/P      |
| Flûte harmonique 8´ | Waldflöjt 2´        | Koralbas 4´ | II/I      |
| Borduna 8´          | Sesquialtera 2 chor |             | I 4'/I    |
| Oktava 4'           | Crescendosvällare   |             | II 16'/II |
| Flöjt 4'            |                     |             |           |
| Oktava 2'           |                     |             |           |
| Mixtur 3-4 ch       |                     |             |           |